# هربرت هنت
هربرت هنت (16 سبتمبر 1904 - 2 يونيو 1972 بكرايستشرش في نيوزيلندا) (بالإنجليزية: Herbert Hunt)‏ هو لاعب كريكت نيوزلندي.

## وصلات خارجية
- هربرت هنت على موقع إي آس بي آن كريك إنفو (الإنجليزية)